# Konciarzyna
Konciarzyna (lit. Kančiogina) – rzeka na wschodzie Litwy. Ma długość 31,6 km.

## Przebieg
Rzeka Konciarzyna wypływa w okolicach wsi Kirkucie w rejonie święciańskim, na terenie Szyrwickiego Parku Krajobrazowego. Płynąc na północ przepływa przez jezioro Konciarzyno, następnie płynie na północ i wschód w rejonie ignalińskim. Od południa wpływa do jeziora Orszweta. Na wschód od jeziora wypływa rzeka Birwita, prawy dopływ Dzisny.

## Miejscowości położone nad Konciarzyną
Konciarzyna przepływa przez miejscowości: Purwiany, Konciarzyno, Krykiany, Jodegalwie, Mielegiany.